# Знак умножения
Знак умноже́ния — математический знак операции умножения. В качестве знака умножения, согласно ГОСТ Р 54521-2011, используется один из следующих символов:
- Точка (посередине строки) 
  - ⋅[3][4]: {\displaystyle a\cdot b}. В некоторых шрифтах 22С5 на более высокой позиции в строке (используется math centerline вместо text baseline), также может быть кругом (тогда как начертания 00B7 могут быть разными в разных шрифтах) или отображаться квадратной точкой. Юникод отмечает 22С5 более предпочтительным в математическом использовании[4] по сравнению с 00B7. В ISO 80000-2:2009 входило нормативное приложение Annex A "Clarification of the symbols used" с таблицей A.1, в которой для умножения (2-9.5) был явно указан "dot operator 22C5". В ISO 80000-2:2019 такого приложения уже не содержалось. Действующий ГОСТ 54521 содержит такую таблицу, определяющую символ точки как 22C5[1].
  - часто в простой текстовой записи используют интерпункт 00B7, который легче набрать ·
- Косой крестик ×[5]: {\displaystyle a\times b}. Используется преимущественно в младших классах школы.

В языках программирования и информатике умножение часто обозначается звёздочкой: a * b. Иногда для умножения с плавающей запятой используется символ «circled times»: {\displaystyle a\otimes b.}
До появления компьютеров в текстах, напечатанных на пишущей машинке, знак умножения мог изображаться как строчная буква х или x.
Если второй сомножитель обозначен буквой, знак умножения обычно опускается; то же, если второй сомножитель заключён в скобки или обозначает имя функции (в последнем случае, во избежание ошибок, может понадобиться пробел между сомножителями). Примеры:
{\displaystyle ab;\quad 2x;\quad A\ \sin(\varphi )}
Присутствующее умножение может быть обозначено невидимым символом ⁢ U+2062 invisible times.

## История
Самый старый из используемых символов умножения — косой крестик (×). Впервые его использовал английский математик Уильям Отред в своём труде «Clavis Mathematicae» (1631, Лондон). До него использовали чаще всего букву M, предложенную в 1545 году Михаэлем Штифелем и поддержанную Симоном Стевином. Позднее предлагались и другие обозначения:
- латинское слово in (Франсуа Виет);
- символ прямоугольника в начале произведения и запятую в конце (Эригон, 1634);
- звёздочку (Иоганн Ран, она появилась в его книге «Teutsche Algebra», 1659);
- букву x (в одном из трудов Валлиса,1655); возможно, это типографская ошибка, так как на одной странице у Валлиса встречаются и буква x, и косой крестик.

Готфрид Лейбниц, поэкспериментировав с несколькими разными символами, в конце концов решил заменить крестик на точку (1698 год), чтобы не путать его с буквой x; до него такая символика встречалась у Региомонтана (XV век) и Томаса Хэрриота. Многие математики, начиная с Диофанта, вместо знака умножения просто записывали операнды подряд.

## Использование

### Символ ×
Кроме умножения чисел, символ {\displaystyle \times } используется во многих других ситуациях. Примеры.
- Векторное произведение двух векторов[13]: {\displaystyle {\vec {a}}\times {\vec {b}}.}
- Декартово произведение двух множеств[14]: {\displaystyle A\times B.}
- Число строк и столбцов в матрице: {\displaystyle n\times n.}
- Для ряда (группы) числовых значений одной величины используется знак ×. Например, геометрический размер (габариты) объекта 50 × 10 × 10 мм[15].
- Используется в языке программирования APL как унарный оператор для обозначения функции знака (sgn).
- Статистическое взаимодействие между двумя независимыми переменными.
- Код увеличения, например — {\displaystyle 10\times } — означает десятикратное увеличение.
- В таксономии знак умножения используется в качестве знака гибридного происхождения.
- В советском варианте шахматной нотации знак умножения служит для обозначения мата.

Для ввода с клавиатуры символа {\displaystyle \times } в среде Microsoft Windows следует, прижав клавишу Alt, набрать на цифровой клавиатуре сочетание Alt+0215.

### Символ интерпункта
Центрированная точка используется в некоторых древних и современных языках для словоразделения, указания особенностей произношения и т. д. В математике она может обозначать скалярное произведение векторов, произведение матриц и других математических объектов.
Для случая устаревшего британского десятичного разделителя "raised decimal point" Юникод отмечает предпочтительным использование символа 00B7 middle dot.
Для ввода с клавиатуры символа интерпункта в среде Microsoft Windows следует, прижав клавишу Alt, набрать на цифровой клавиатуре сочетание Alt+250 (для жирной точки — Alt+0149).

## Кодировка
Знаки пунктуации:
| Знак | Unicode | Unicode    | HTML              | HTML       | HTML                                     | LAΤΕΧ |
| Знак | Код     | Название   | Шестнадцатеричное | Десятичное | Мнемоника                                | LAΤΕΧ |
| ---- | ------- | ---------- | ----------------- | ---------- | ---------------------------------------- | ----- |
| *    | U+002A  | asterisk   | &#x2A;            | &#42;      | &ast;                                    | *     |
| •    | U+2022  | bullet     | &#x2219;          | &#8226;    | &bull; &bullet;                          |       |
| ·    | U+00B7  | middle dot | &#xB7;            | &#183;     | &middot; &middot &CenterDot; &centerdot; | —     |

Математические операторы:
| Знак | Unicode | Unicode             | HTML              | HTML       | HTML                  | LAΤΕΧ   |
| Знак | Код     | Название            | Шестнадцатеричное | Десятичное | Мнемоника             | LAΤΕΧ   |
| ---- | ------- | ------------------- | ----------------- | ---------- | --------------------- | ------- |
| ×    | U+00D7  | multiplication sign | &#xD7;            | &#215;     | &times; &times        | \times  |
| ⁢     | U+2062  | invisible times¹    | &#x2062;          | &#8290;    | &InvisibleTimes; &it; |         |
| ∗    | U+2217  | asterisk operator   | &#x2217;          | &#8727;    | &lowast;              | \ast    |
| ∙    | U+2219  | bullet operator     | &#x2219;          | &#8729;    | —                     | \bullet |
| ⋅    | U+22C5  | dot operator        | &#x22C5;          | &#8901;    | &sdot;                | \cdot   |

¹ используется, чтобы сомножители не разбивались на разные строки, переносились вместе.
Дингбаты (оформление):
| Знак | Unicode | Unicode                | HTML              | HTML       | HTML      | LAΤΕΧ |
| Знак | Код     | Название               | Шестнадцатеричное | Десятичное | Мнемоника | LAΤΕΧ |
| ---- | ------- | ---------------------- | ----------------- | ---------- | --------- | ----- |
| ✕    | U+2715  | multiplication x       | &#x2715;          | &#10005;   | —         | —     |
| ✖    | U+2716  | heavy multiplication x | &#x2716;          | &#10006;   | —         | —     |

Другие варианты и связанные символы:
- U+2297 ⊗ circled times (HTML &#8855; ·  &otimes;)
- U+2A09 ⨉ n-ary times operator (HTML &#10761;)
- U+2A2F ⨯ vector or cross product (HTML &#10799;)
- U+2A30 ⨰ multiplication sign with dot above (HTML &#10800;)
- U+2A31 ⨱ multiplication sign with underbar (HTML &#10801;)
- U+2A34 ⨴ multiplication sign in left half circle (HTML &#10804;)
- U+2A35 ⨵ multiplication sign in right half circle (HTML &#10805;)
- U+2A36 ⨶ circled multiplication sign with circumflex accent (HTML &#10806;)
- U+2A37 ⨷ multiplication sign in double circle (HTML &#10807;)
- U+2A3B ⨻ multiplication sign in triangle (HTML &#10811;)
- U+2AC1 ⫁ subset with multiplication sign below (HTML &#10945;)
- U+2AC2 ⫂ superset with multiplication sign below (HTML &#10946;)